# (7505) Furusho
(7505) Furusho (1997 AM2) – planetoida z grupy przecinających orbitę Marsa okrążająca Słońce w ciągu 4,28 lat w średniej odległości 2,64 j.a. Odkryta 3 stycznia 1997 roku.